# 기후현 제2구
기후현 제2구(岐阜県 第2区)는 일본의 중의원 선거구이다. 1994년 공직선거법으로 신설되었다.

## 지역
- 오가키시
- 가이즈시
- 요로군
- 후와군
- 안파치군
- 이비군

## 역대 중의원 의원
- 타나와시 야스후미 (소속 정당: 자유민주당, 임기: 1996년 ~ 현재)